# 班果
班果（藏語：པད་གོ，威利转写：pad go，藏语拼音：Baiko；1967年1月—），男，藏族，出生于青海班玛，青海化隆人，中华人民共和国政治人物，现任中共青海省委常委、统战部部长。